# Association sportive Cail Denain Voltaire Porte du Hainaut
Actualités
L'Association sportive Cail Denain Voltaire Porte du Hainaut, surnommé aussi l'AS Denain-Voltaire, est un club français de basket-ball fondé en 1947 et basé à Denain. Il évolue actuellement dans le championnat de France de Pro B (2e division du championnat de France). Petit club de l'école Voltaire, le club va grimper dans la hiérarchie du basket français jusqu'à atteindre l'élite en 1960 et remporter la Coupe de France alors qu'il évolue en Excellence. Cinq ans plus tard, il réalise l'exploit de remporter le titre de champion de France avec plusieurs écoliers de Voltaire dans l'effectif. À la fin des années 1970, le club va peu à peu disparaître du paysage du basket français avant de remonter dans l'antichambre de l'élite pour la saison 2011-2012.

## Histoire

### Une montée en puissance
Le club est créé dans la cour de l'école Voltaire de Denain en 1947 par l'instituteur Jean-Marie Degros. En 1949, il intègre la fédération française de basket-ball et dans la décennie suivante il monte petit à petit dans la hiérarchie du basket français. Il est champion de Flandres en 1951 et accède au championnat d'Honneur en 1956. L'année suivante, le club réalise l'exploit de battre, dans la cour de l'école Voltaire, en seizième de finale de la Coupe de France l'ABC Nantes, alors troisième du championnat de France. À la fin de la saison, il monte en championnat Excellence. En 1958, il atteint la finale de la Coupe de France mais s'incline en finale contre l'Étoile de Charleville-Mézières. Deux ans plus tard, le club remporte la Coupe de France en battant notamment le CSM Auboué en finale et le Stade français en demi-finale après avoir joué la prolongation à trois joueurs contre cinq. Cette même saison, l'AS Denain-Voltaire monte en championnat National pour la première fois de son histoire.

### Un petit chez les grands

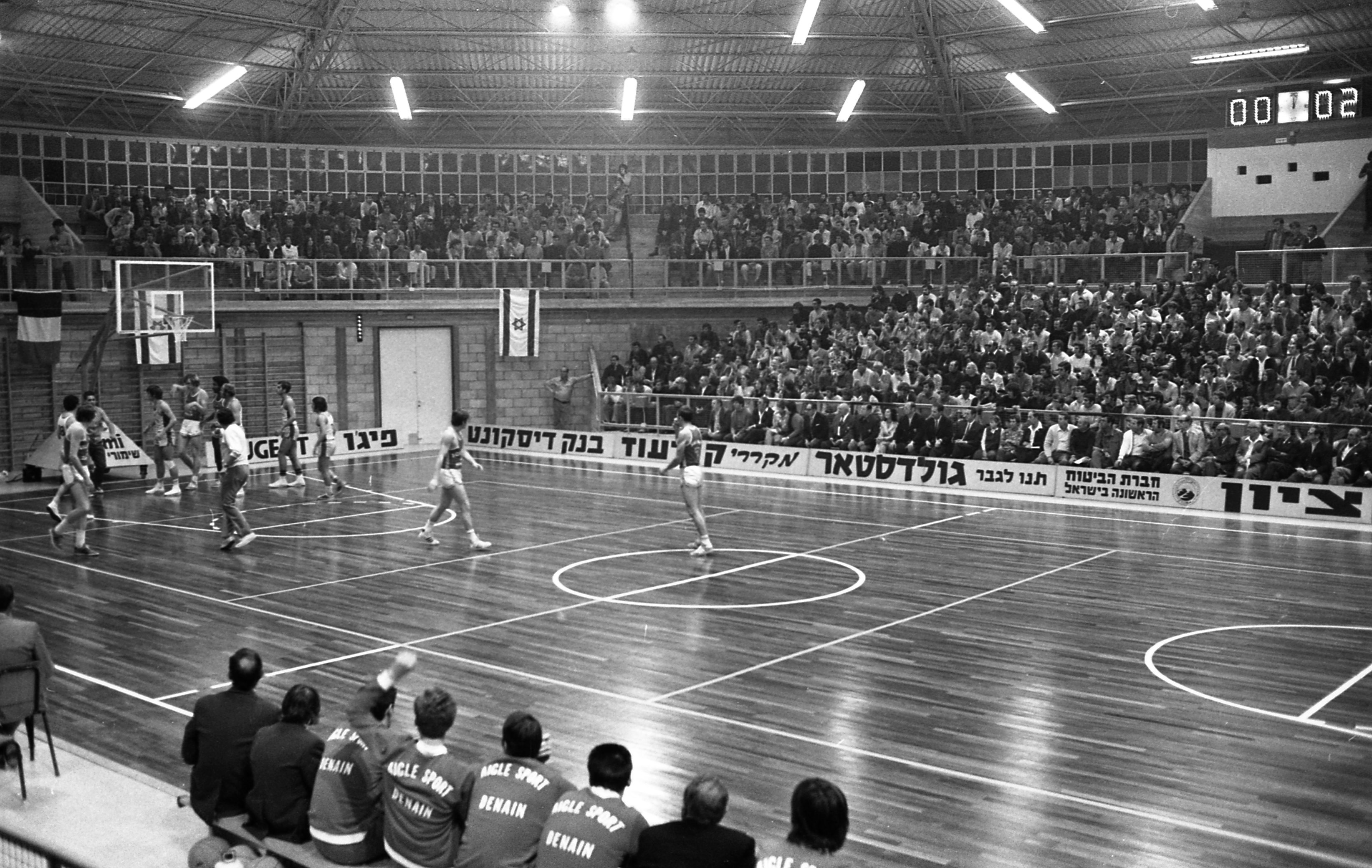
Match de Denain face au Maccabi Haïfa en 1971

En championnat National, le club réalise deux bonnes saisons avant de descendre lors de sa troisième saison. Après une saison de purgatoire, l'AS Denain-Voltaire remonte en 1964 en 1re division, le titre de champion de Nationale 2 en poche. Un an seulement après être monté, le club remporte le titre de champion de France. L'équipe championne comprend cinq écoliers de l'école Voltaire et notamment Jean-Pierre Staelens, le même qui en 1967, alors qu'il évolue toujours à l'AS Denain-Voltaire, porte le record individuel de points dans un match de championnat de France. De 1965 à 1967, le club joue et perd trois finales consécutives de Coupe de France. Relégué en Nationale 2 en 1976, le club joue une ultime saison dans l'élite en 1978. Il remporte notamment la Coupe de France amateur en 1984.
Au début de la décennie 2010, le club fait son retour dans le haut de la hiérarchie du basket français en accédant à la Nationale 1 (3e division) et à la Pro B (2e division) en 2011 après que la fédération empêche le club de Saint-Étienne Basket de monter. Denain termine à la 16e place du championnat et aborde donc une seconde saison consécutive à ce niveau.
Mais à l'intersaison 2012, les difficultés financières laissent planer le doute quant à la capacité de Denain à disputer une seconde saison en Pro B. Finalement, quelques jours avant le match d'ouverture contre Châlons-Reims, la LNB maintient le club du Hainaut parmi les dix-huit clubs de l'antichambre. Les débuts sont difficiles, avec des défaites en toute première partie de saison et une dernière place qui accable le club, en plus de ses soucis de trésorerie. La suite sera plus clémente, et après 12 journées, Denain affiche 34 % de victoires, ce qui le sort de la zone de relégation.
En 2015, le club classé 4e de Pro B atteint la finale des play-offs mais est battu par Antibes.

## Bilan sportif

### Palmarès
- Championnat de France
  - Champion : 1965
  - Deuxième : 1966, 1971
  - Troisième : 1967, 1972, 1973
- Coupe de France
  - Vainqueur : 1960
  - Finaliste : 1958, 1965, 1966, 1967
- Coupe de France amateurs: 1984
- Champion de deuxième division : 1960, 1964
- Leaders Cup de Pro B : 2018

### Bilan saison par saison
| Saison    | Div. | Championnat de France | Coupe de France | Leaders cup   |
| --------- | ---- | --------------------- | --------------- | ------------- |
| 2009/2010 | NM1  | 4e                    | 1/32 de finale  | N/A           |
| 2010/2011 | NM1  | 2e                    | 1/32 de finale  | N/A           |
| 2011/2012 | ProB | 16e                   | 1/16 de finale  | N/A           |
| 2012/2013 | ProB | 14e                   | 1/16 de finale  | N/A           |
| 2013/2014 | ProB | 11e                   | 1/8 de finale   | N/A           |
| 2014/2015 | ProB | 4e                    | 1/4 de finale   | 1/2 finale    |
| 2015/2016 | ProB | 13e                   | 1/8 de finale   | 1/4 de finale |
| 2016/2017 | ProB | 12e                   | 1/32 de finale  | 1/4 de finale |
| 2017/2018 | ProB | 10e                   | 1/4 de finale   | Vainqueur     |
| 2018/2019 | ProB | 15e                   | 1/32 de finale  | Poules        |
| 2019/2020 | ProB | 7e                    | 1/8 de finale   | 1/4 de finale |
| 2020/2021 | ProB | 5e                    | 1/16 de finale  | 1/4 de finale |
| 2021/2022 | ProB | 10e                   | 1/32 de finale  | Poules        |
| 2022/2023 | ProB | 14e                   | 1/32 de finale  | Poules        |
| 2023/2024 | ProB | 15e                   | 1/32 de finale  | Poules        |
| 2024/2025 | ProB | 12e                   | 1/64 de finale  | Non Qualifié  |

## Joueurs et personnalités du club

### Entraîneurs
- ?-1975 :  Jacques Fiévé
- 1975-1977 :  Dragoș Nosievici[7]
- Edgar Lecerf
- Joe Demoy
- Jean-Pierre Rouselle
- Alain Blonde
- Bernard Sobanski
- Michel Berger
- Laurent Trachman
- Patrick Verdun
- Michel Berger
- Pascal Dassonville
- Laurent Trachman
- 1980-1984 :  Jean Degros
- 2009-janv. 2013 :  Marc Silvert
- Janv. 2013-2014 :  Fabrice Courcier
- 2014-2017 :  Jean-Christophe Prat
- 2017-2022 :  Rémy Valin
- 2022-2023 :  François Sence
- 2023-2024 :  Rémy Valin
- 2024-     :  Ali Bouziane